# خط‌کش

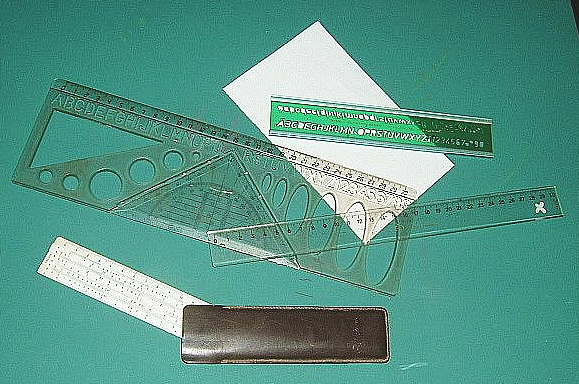
انواع مختلف خط‌کش

خط‌کش نام وسیله‌ای که به وسیله آن می‌توان خطوط را رسم کرد یا آن‌ها را به وسیله مقیاس مندرج در خط‌کش اندازه‌گیری کرد. خط‌کش‌ها از جنس‌های مختلفی مانند پلاستیک، چوب یا فلزها ساخته می‌شوند. این وسیله که دارای لبهٔ صاف و به شکل خط راست است در ترسیم خط مستقیم مورد استفاده قرار می‌گیرد، یعنی با تکیه دادن مداد یا قلم یا هر وسیله رسام دیگر با لبهٔ آن و کشیدن آن اثری در صفحه پیدا می‌شود که همان خط مستقیم است.

## نگارخانه

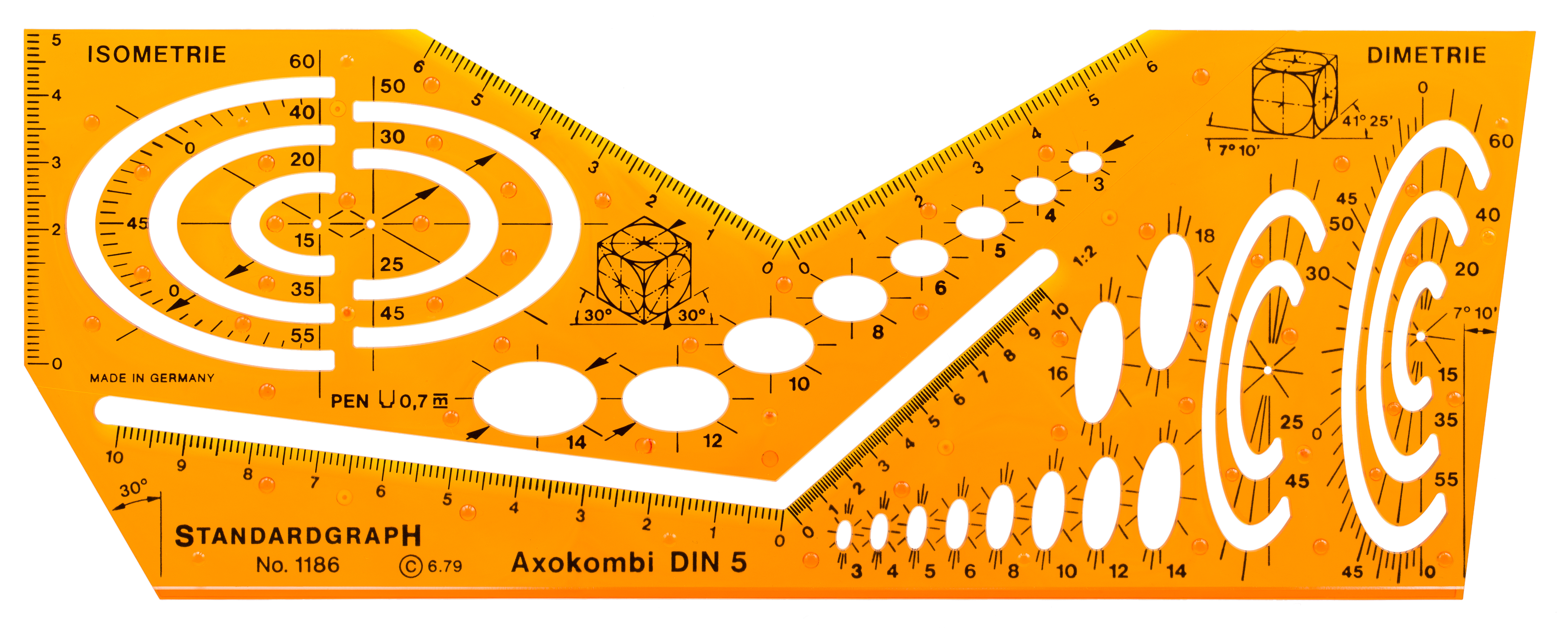
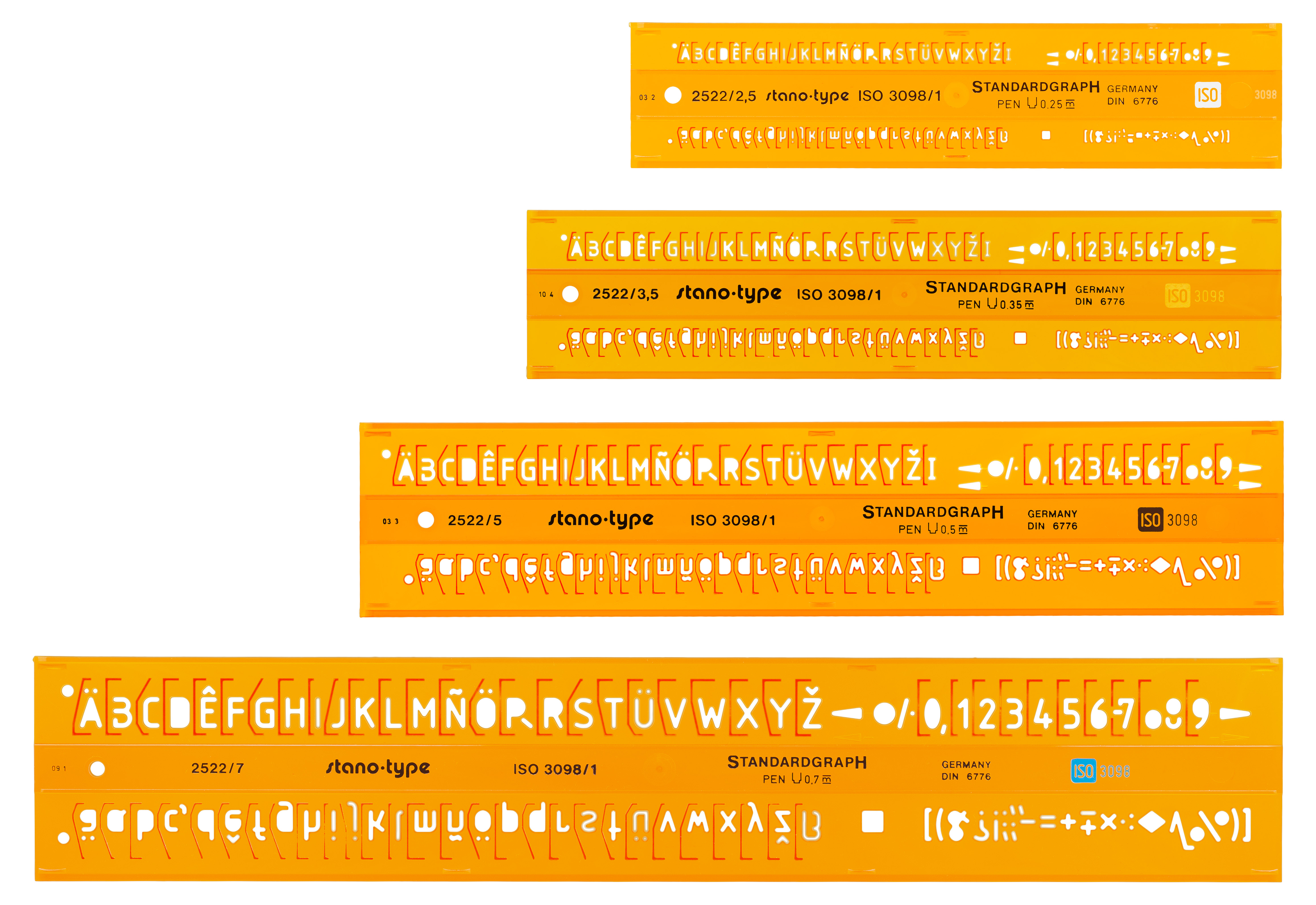
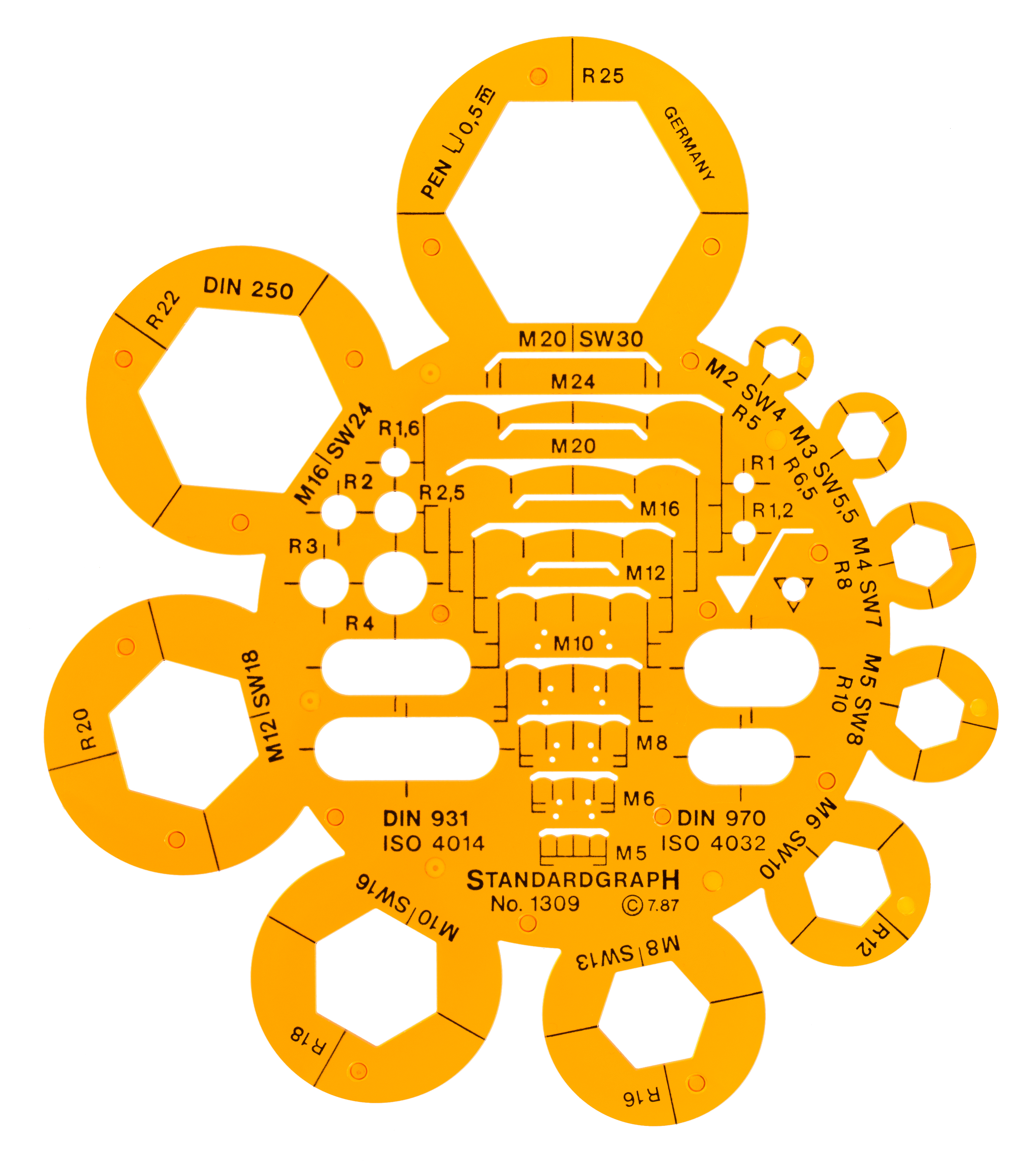
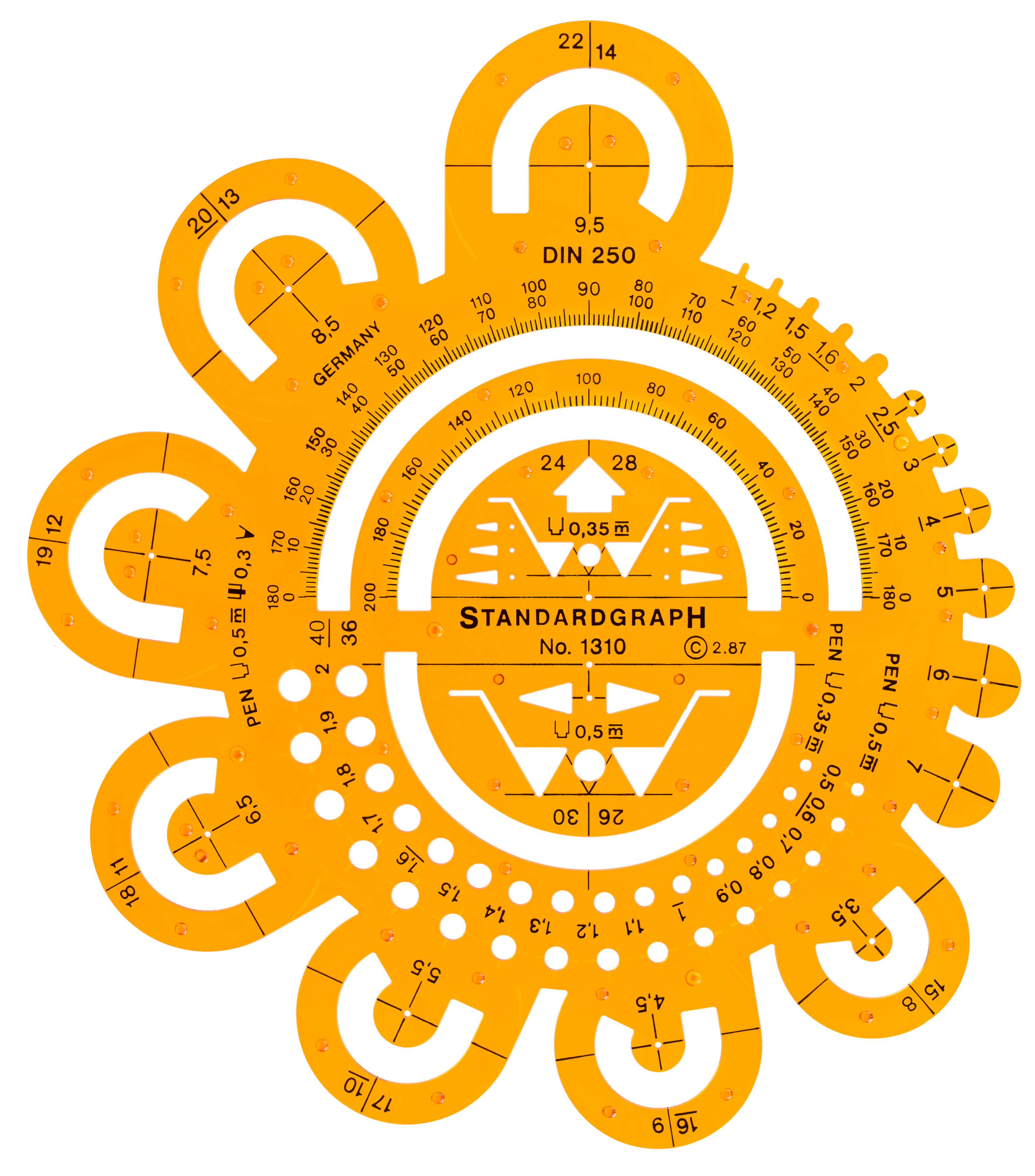
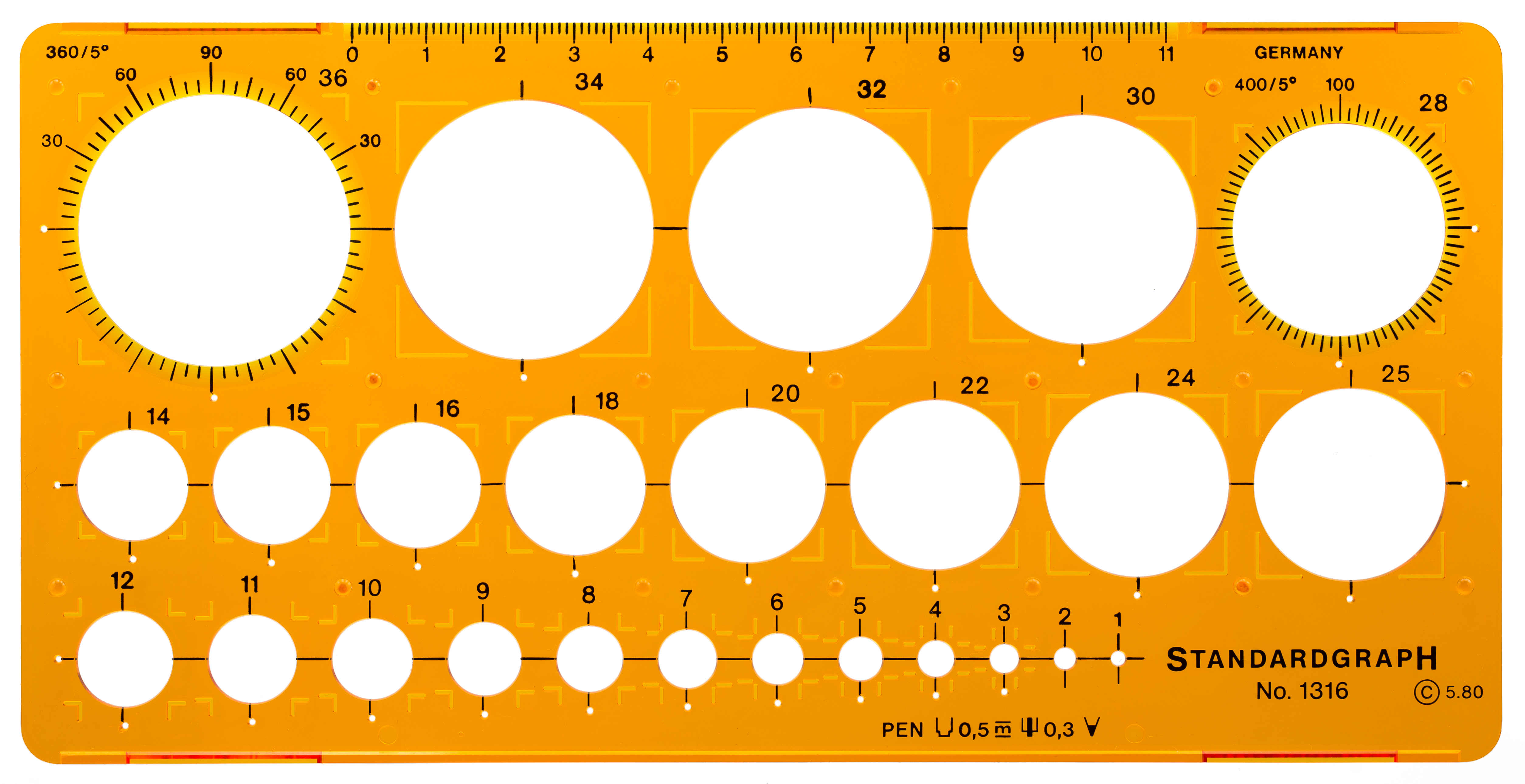